# Methanobrevibacter oralis
Methanobrevibacter oralis es una especie de cocobacilo. Es una arquea metanógena non-móviles y Gram-positiva.

## Otras lecturas
- Hirai, Kimito; Maeda, Hiroshi; Omori, Kazuhiro; Kokeguchi, Susumu; Takashiba, Shogo (2013). «Serum antibody response to group II chaperonin from Methanobrevibacter oralis and human chaperonin CCT». Pathogens and Disease 68 (1): 12-19. doi:10.1111/2049-632X.12041.
- Lepp, P. W.; Brinig, M. M.; Ouverney, C. C.; Palm, K.; Armitage, G. C.; Relman, D. A. (2004). «Methanogenic Archaea and human periodontal disease». Proceedings of the National Academy of Sciences 101 (16): 6176-6181. ISSN 0027-8424. PMC 395942. PMID 15067114. doi:10.1073/pnas.0308766101.
- Horz, Hans-Peter; Conrads, Georg (2011). «MethanogenicArchaeaand oral infections – ways to unravel the black box». Journal of Oral Microbiology 3 (0). ISSN 2000-2297. doi:10.3402/jom.v3i0.5940.
- Yamabe, K.; Maeda, H.; Kokeguchi, S.; Soga, Y.; Meguro, M.; Naruishi, K.; Asakawa, S.; Takashiba, S. (2010). «Antigenic group II chaperonin inMethanobrevibacter oralismay cross-react with human chaperonin CCT». Molecular Oral Microbiology 25 (2): 112-122. ISSN 2041-1006. doi:10.1111/j.2041-1014.2009.00548.x.
- Khelaifia, S.; Garibal, M.; Robert, C.; Raoult, D.; Drancourt, M. (2014). «Draft Genome Sequencing of Methanobrevibacter oralis Strain JMR01, Isolated from the Human Intestinal Microbiota». Genome Announcements 2 (1): e00073-14-e00073-14. ISSN 2169-8287. doi:10.1128/genomeA.00073-14.